# Ouzbékistan aux Jeux olympiques
L'Ouzbékistan a participé à ses premiers Jeux olympiques en tant que nation indépendante en 1994 et a envoyé depuis des athlètes à toutes les olympiades, jeux d'été et d'hiver confondus.

## Histoire
Jusqu'en 1988, des sportifs ouzbeks ont participé aux Jeux olympiques sous la bannière de l'URSS puis au sein de l'équipe unifiée en 1992. Le Comité olympique ouzbek a été créé en 1992 et reconnu par le CIO en 1993.

## Bilan général

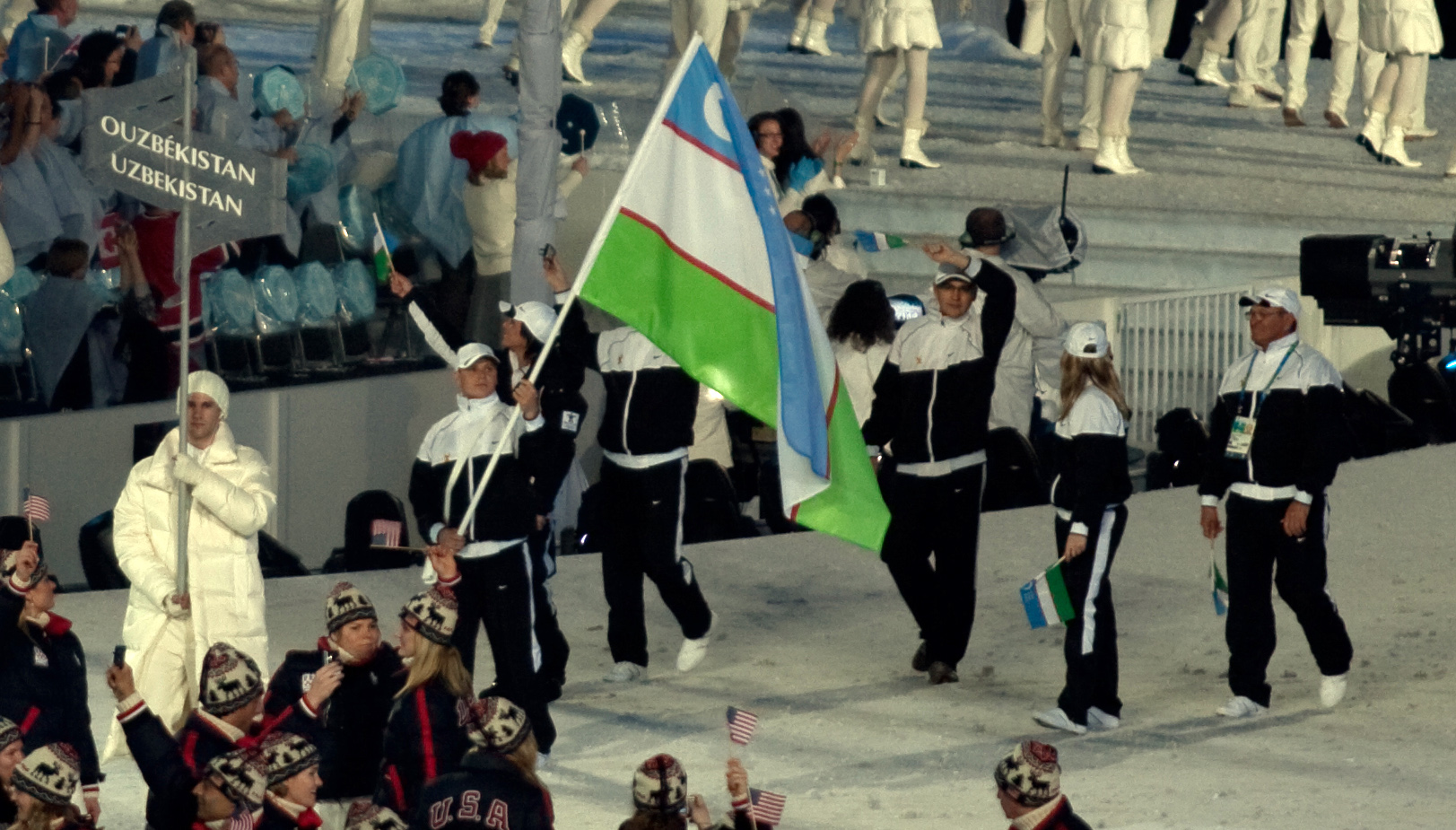
Équipe ouzbèke aux Jeux d'hiver de Vancouver en 2010

L'unique médaille obtenue par l'Ouzbékistan aux Jeux d'hiver est une médaille d'or lors des Jeux de 1994, soit les premiers Jeux disputés par l'Ouzbékistan.
Aux Jeux d'été, l'Ouzbékistan a réussi à ramener des médailles à toutes les éditions depuis sa première participation en 1996. Le pays réalise sa meilleure performance aux Jeux de 2016 avec treize médailles dont quatre titres olympiques. En 2020, il cumule 26 médailles dont 10 titres olympiques. Aux jeux olympiques de Paris 2024, l'Ouzbékistan, grâce à Diyora Keldiyorova, remporte la médaille d'or en judo catégorie femme moins de 52 kilos. Keldiyorova est ainsi la première femme de son pays à gagner une médaille d'or dans cette discipline olympique.
La délégation ouzbèke réalise les meilleurs résultats de son histoire olympique à Paris en 2024, avec 13 médailles dont 8 en or, ce qui la classe au 13e rang du tableau des médailles.

### Médailles par Jeux
| Année               | Athlètes | Médaille d'or, Jeux olympiques | Médaille d'argent, Jeux olympiques | Médaille de bronze, Jeux olympiques | Total | Rang |
| Atlanta 1996        | 71       | 0                              | 1                                  | 1                                   | 2     | 58e  |
| Sydney 2000         | 70       | 1                              | 1                                  | 2                                   | 4     | 43e  |
| Athènes 2004        | 70       | 2                              | 1                                  | 2                                   | 5     | 35e  |
| Pékin 2008          | 56       | 0                              | 1                                  | 3                                   | 4     | 62e  |
| Londres 2012        | 54       | 0                              | 0                                  | 3                                   | 3     | 48e  |
| Rio de Janeiro 2016 | 70       | 4                              | 2                                  | 7                                   | 13    | 21e  |
| Tokyo 2020          | 67       | 3                              | 0                                  | 2                                   | 5     | 32e  |
| Paris 2024          | 86       | 8                              | 2                                  | 3                                   | 13    | 13e  |
| Total               | 458      | 18                             | 8                                  | 23                                  | 49    | 55e  |

| Année               | Athlètes | Médaille d'or, Jeux olympiques | Médaille d'argent, Jeux olympiques | Médaille de bronze, Jeux olympiques | Total | Rang |
| Lillehammer 1994    | 7        | 1                              | 0                                  | 0                                   | 1     | 12e  |
| Nagano 1998         | 4        | 0                              | 0                                  | 0                                   | 0     | -    |
| Salt Lake City 2002 | 6        | 0                              | 0                                  | 0                                   | 0     | -    |
| Turin 2006          | 4        | 0                              | 0                                  | 0                                   | 0     | -    |
| Vancouver 2010      | 3        | 0                              | 0                                  | 0                                   | 0     | -    |
| Sotchi 2014         | 3        | 0                              | 0                                  | 0                                   | 0     | -    |
| Pyeongchang 2018    | 2        | 0                              | 0                                  | 0                                   | 0     | -    |
| Pékin 2022          | 1        | 0                              | 0                                  | 0                                   | 0     | -    |
| Total               | 30       | 1                              | 0                                  | 0                                   | 1     | 38e  |

### Par sport
Aux Jeux d'été, l'Ouzbékistan remporte la majorité de ses médailles dans les sports de combat.
| Sport         | Médaille d'or, Jeux olympiques | Médaille d'argent, Jeux olympiques | Médaille de bronze, Jeux olympiques | Total | Record                   |
| Lutte         | 2                              | 2                                  | 4                                   | 8     | 2004 : 3 (2/1/0)         |
| Boxe          | 5                              | 2                                  | 8                                   | 15    | 2016 : 7 (3/2/2)         |
| Judo          | 0                              | 2                                  | 5                                   | 7     | 2008 : 2 (0/1/1)         |
| Gymnastique   | 0                              | 0                                  | 2                                   | 2     | 2008 : 2 (0/0/2)         |
| Taekwondo     | 1                              | 0                                  | 0                                   | 1     | 2020 : 1 (1/0/0)         |
| Haltérophilie | 2                              | 0                                  | 1                                   | 3     | 2016 et 2020 : 1 (1/0/0) |
| Total         | 10                             | 6                                  | 20                                  | 36    | -                        |

| Sport           | Médaille d'or, Jeux olympiques | Médaille d'argent, Jeux olympiques | Médaille de bronze, Jeux olympiques | Total |
| Ski acrobatique | 1                              | 0                                  | 0                                   | 1     |
| Total           | 1                              | 0                                  | 0                                   | 1     |

## Athlètes ouzbeks

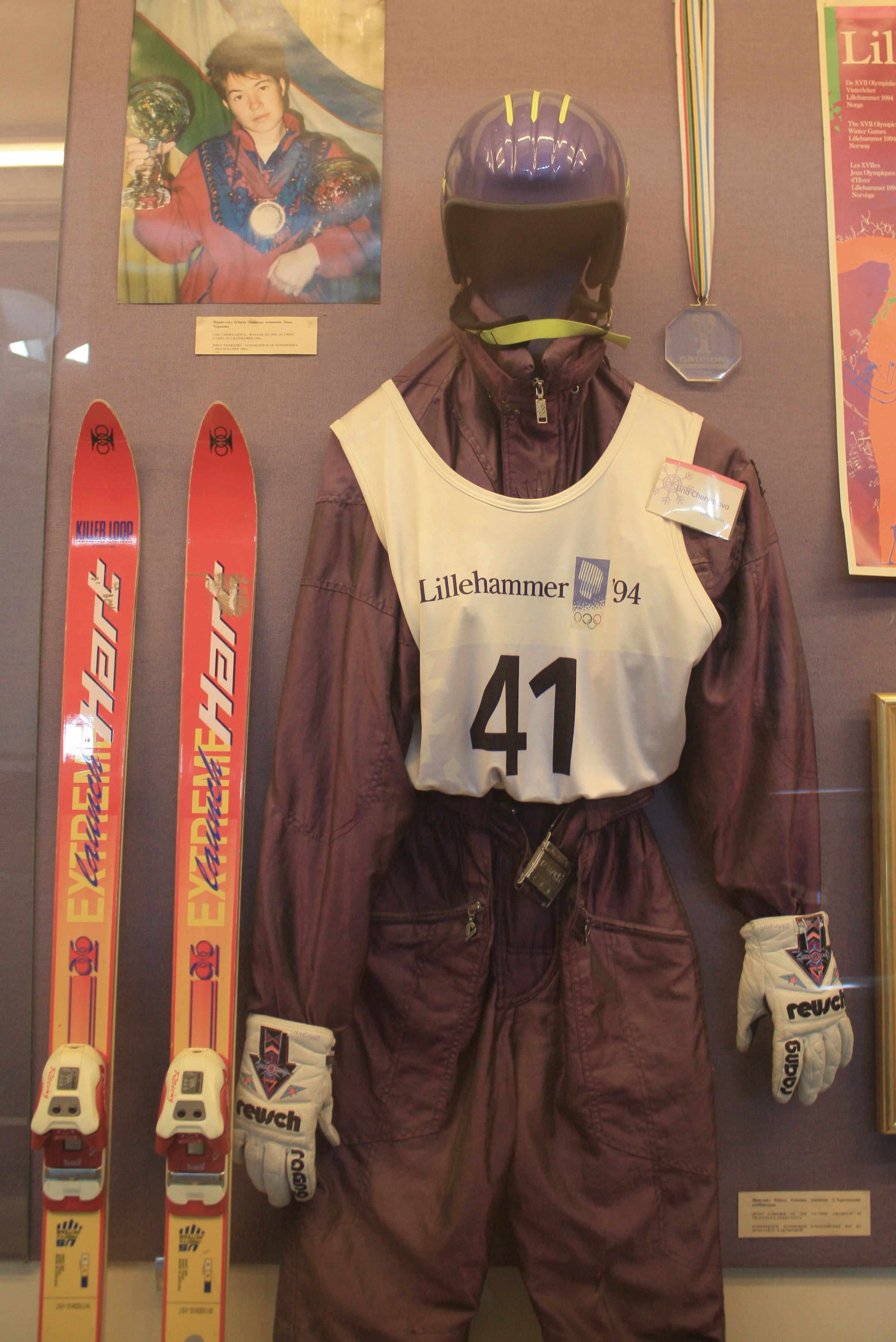
Tenue de Lina Cheryazova lors des JO 1994.

- La skieuse acrobatique Lina Cheryazova a obtenu à la fois la première médaille olympique et le premier titre olympique de l'Ouzbékistan, en 1994. Elle est encore la seule médaillée ouzbèke aux Jeux d'hiver.
- Le boxeur Mahammatkodir Abdoollayev a été le premier champion olympique ouzbek lors de Jeux d'été, lors des Jeux de Sydney en 2000.
- Le lutteur Artur Taymazov est le sportif ouzbek le plus médaillé aux Jeux olympiques avec 1 médaille d'or et 1 médaille d'argent, obtenues lors des éditions 2000, 2004
- La judoka Diyora Keldiyorova est la première femme Ouzbèke à gagner une médaille d'or en judo catégorie moins de 52 kg lors des jeux olympiques d'été de Paris 2024.